# Carl Gustav Jung
Carl Gustav Jung (26. července 1875 Kesswil, Švýcarsko – 6. června 1961 Küsnacht, Švýcarsko) byl švýcarský lékař-psychiatr a psychoterapeut, zakladatel analytické psychologie. Jeho přínos psychologii spočívá v pochopení lidské psychiky na pozadí světa snů, umění, mytologie, náboženství a filosofie. Měl významný podíl na zkoumání příčin a léčbě schizofrenie.

## Život

### Dětství a mládí
Jako syn protestantského faráře prožíval všechny otcovy pochybnosti spojené s vírou. Jako velmi citlivé dítě se často oddával osobní imaginaci, při níž se pokoušel navázat kontakt s Bohem. Vzhledem k velikému množství duchovních hodnostářů v rodině se předpokládalo, že i jeho dráha půjde v otcových stopách. Poté, co objevil v rané dospělosti filosofii a literaturu, rozhodl se vymanit z rodinné tradice a nechal se zapsat ke studiu lékařství. Po absolutoriu se specializoval v oboru psychiatrie.

### Působení v Burghölzli
V letech 1895–1900 studoval na univerzitě v Basileji a později Curychu. Curyšská univerzita měla svoji psychiatrickou kliniku Burghölzli v Curychu a Jung se stal jejím lékařem v roce 1900. 

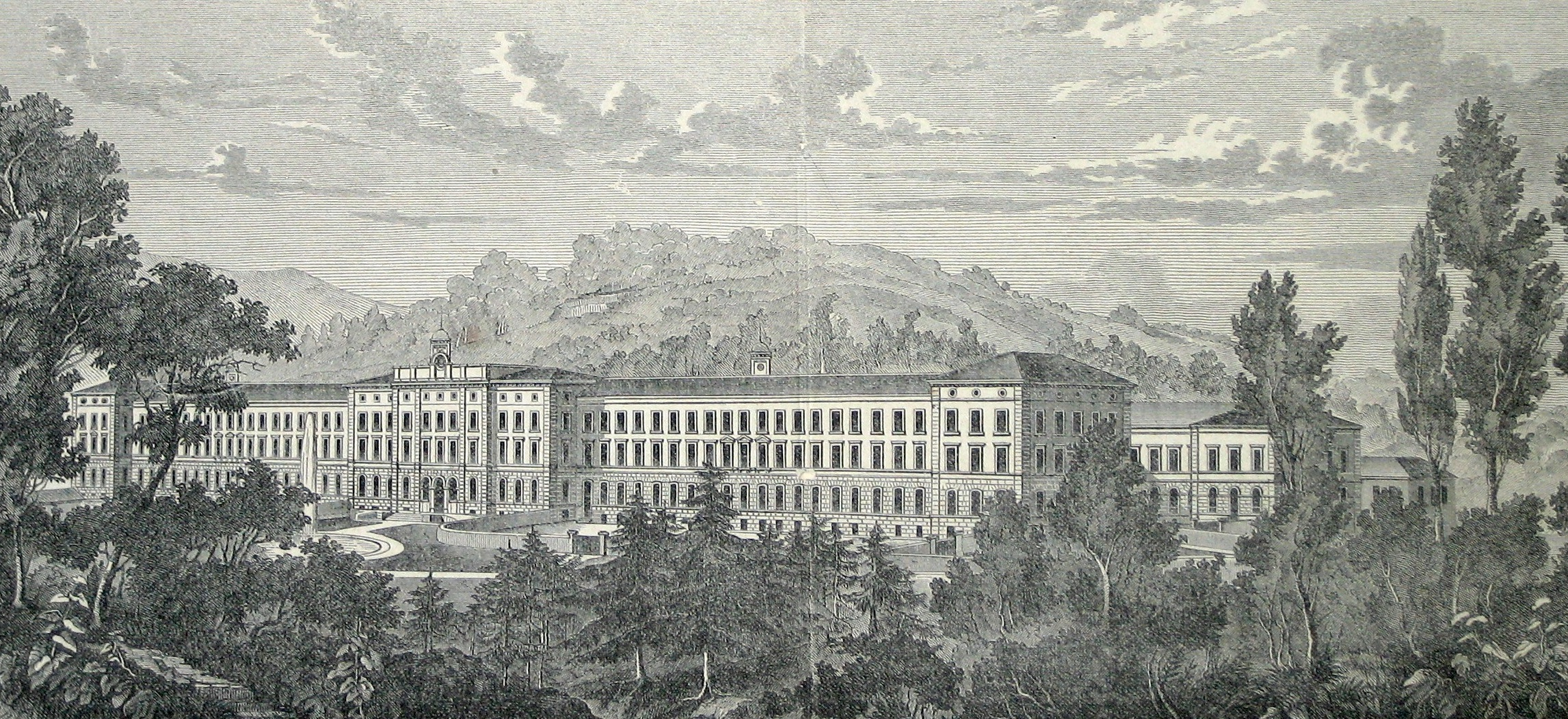
Psychiatrická klinika Burghölzli, kolem roku 1890

 Ústav vedl Eugen Bleuler, který se zabýval spíše tradičním popisným zkoumáním duševních chorob. V opozici k filosofické psychologii se Jung zabýval experimentální psychologií, v níž odvozoval zákony se stejnou platností jako ve vědě. Se svým spolupracovníkem Franzem Riklinem významně přepracovali Bleulerem používaný asociační test, rozšířili škálu podnětných slov i asociačních párů. Asociační test tak pro Junga představoval bránu k obsahům nevědomých komplexů v lidské psychice. Ve fabulacích duševně nemocných nacházel podobnosti s mýty a tuto shodu chápal jako projev společné základny individuální imaginace a vědomí celé lidské rasy. Studoval mytologii a sbíral materiál přeludů, halucinací a snů pacientů, který se mu zdál pro tuto teorii relevantní.
V roce 1909 ukončil Jung svoji činnost na klinice v Burghölzli a otevřel si soukromou praxi v Küsnachtu na břehu Curyšského jezera.

### Spolupráce a přátelství s Freudem
V určitém slova smyslu se hovoří o vztahu učitele a žáka, avšak spolupráci Junga s Freudem charakterizuje především důvěra a přátelství. Jung se poprvé setkal s Freudem v roce 1907, jejich spolupráce trvala do roku 1912. Pro Freuda znamenal Jung nejinspirativnější prvek jeho psychoanalytického hnutí, především se shodovali ve výzkumech v oblasti hysterie. Freudovská psychoanalýza, která se zaměřovala na sexuální původ neurózy, však připadala Jungovi příliš omezená, přál si pracovat s „trajektorií“ neurózy a jejími implikacemi pro budoucí vývoj pacienta. Stejně tak pojetí komplexu jako jakéhosi sexuálního rezidua z psychických prožitků raného dětství mu připadalo silně omezující.
Objev fantazií americké spisovatelky Frank Millerové jej přivedl k podvědomým tvořivým imaginacím, mytologickým snům a fantaziím, které měly veskrze neosobní charakter. Subjekt se vrací k archaické mimoslovní formě výrazu. Zatímco pro Freuda byl symbolismus z větší části důsledkem historického a kulturního kontextu, Jung kladl na tyto faktory minimální důraz a zaměřil se na neosobní vrstvu lidské duše, kterou nazval kolektivní nevědomí. Zde se začaly společné cesty rozcházet. V roce 1912 vydal Jung studii Symboly proměny, kde odmítl Freudův přílišný důraz na sexualitu a na příkladu symbolismu vizí Frank Millerové rozšířil pojetí libida jako obecné psychické a životní energie zaměřené na cíl. Freud nebyl schopen přijmout cokoli, co by bylo v neshodě s jeho teorií, kterou už mezitím povýšil na dogma.
Vztah Freuda a Junga neměl jen vědecké, ale i osobní pozadí. Freud se rozhodl Junga adoptovat a „po vzoru patriarchů jej pomazat in partibus infidelium – v zemi nevěřících“. To později založilo problém, jak se vymanit z otcovské autority, a to zejména ve chvíli, kdy se objevil vztah konkurence. Jung v roce 1911 stanul v čele Mezinárodní psychoanalytické společnosti, kde setrval do roku 1914.

## Charakteristika Jungovy hlubinné psychologie
Rok 1913 byl pro Junga zlomový. Ukončení spolupráce s Freudem přispělo k nervovému zhroucení. Po sérii apokalyptických snů a vizí rezignoval na přednášky na univerzitě a v roce 1914 se vzdal funkce prezidenta Mezinárodní psychoanalytické společnosti. V tomto období se věnoval převážně práci na svých teoretických studiích, založil úzký kroužek Psychologického klubu, věnoval se soukromé terapeutické praxi, avšak především zdokonalil svoji techniku, jak promlouvat se svým nevědomím. Navázal tak na své rané zážitky z dětské imaginace. Učil se personifikovat fenomény nevědomí, naslouchat jejich hlasu, a tím je vydělovat z bezbřehosti a činit je uchopitelnými vědomím. Došel k postulátu, že v individuální mysli existují prvky, které jí nepatří.

### Vědomí a nevědomí
Jung se snažil zachytit a popsat nějakou praktickou metodiku, jak se člověk může vypořádat se svým nevědomím. Byl si vědom toho, že náboženské filosofie, metafyzické systémy nebo symbolická imaginace pracují s tímto faktem. Psychologické výpovědi mají podle něj stejnou váhu jako výpovědi vědeckého rázu, jakými disponuje například fyzika. Jung v této souvislosti zavedl pojem psychické reality, kterou osvícenské pojetí člověka odkazuje mimo skutečnost. Neustále zdůrazňoval empirickou povahu duševních výpovědí a byl si zároveň vědom, že pro soudobý vědecký názor nebude snadné tento fakt přijmout. Poukazoval na nebezpečí plynoucí z oddělení psychického světa od úzce racionalisticky chápané skutečnosti. Na mnoha místech vyslovil předtuchu nebezpečného vlivu nezpracovaných nevědomých archetypů, která se mu splnila druhou světovou válkou.
V těchto úvahách dospěl Jung k podstatnému zjištění, že vědomí a nevědomí se k sobě chovají komplementárně a kompenzačně. Po vzoru matematické vědy vytvořil pojem transcendentní funkce, faktor vědomí a faktor nevědomí tvoří jednu psychickou funkci, podobně jako komplexní číslo určuje poměr jednotlivých komponent. Různé varianty vztahu vědomých a nevědomých faktorů jsou charakteristické pro různé typy duševního onemocnění.
Jung pracoval na koncepci psychologických typů. Zavedl dvojí kategorii povahy podle zaměření libida, introvertní (orientovaná do svého nitra) a extrovertní (orientovaná na vnější svět). Později klasifikaci doplnil o čtyři základní funkce lidské psychiky (myšlení, cit, vnímání, intuice). V této souvislosti hovořil o diferenciaci (rozlišení) jednotlivých funkcí, přičemž nejméně diferencovaná psychická funkce patří u jednotlivce do oblasti osobního nevědomí.

### Symbolismus nevědomých projekcí

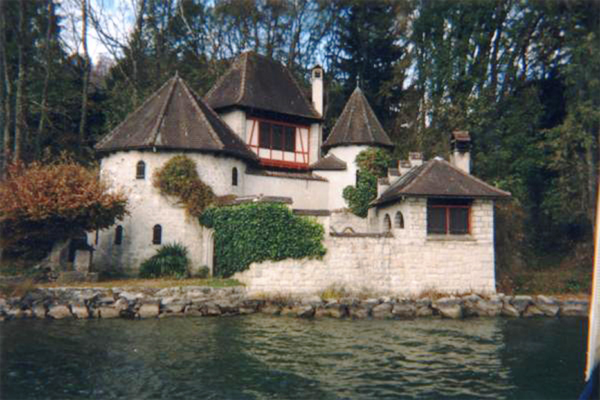
"Bollingenská věž", Jung ji sám postavil, sloužila mu jako místo pro práci a usebrání

V roce 1923 zahájil Jung stavbu věže v Bollingenu, obydlí, které je živoucím důkazem jeho dalšího objevu, psychického středu v lidské duši – Self neboli bytostného Já. Bollingenská věž, kterou psycholog neustále vlastními silami rozšiřoval, nebyla jen místem setkávání s různými osobnostmi, ale především symbolickým vyjádřením osobního růstu k celistvosti kombinací praktické životní orientace a zpracováním snové imaginativní látky. Pracoval přesně v intencích svého zjištění, že projekcí nevědomých obsahů do reality se stávají obsahy viditelné. Stavba tímto překračovala svůj symbolický význam.
Koncem 20. let začal Jung studia alchymistického symbolismu, obracel se ke starým filosofickým mistrům (Mistr Eckhart, Paracelsus, sv. Augustin aj.), zkoumal křesťanství, jeho heretická hnutí a symbolismus, sám se účastnil objevení gnostických svitků z egyptského Nag Hammádí. Na půdě religionistického spolku Eranos se setkal s Mirceou Eliadem, Károlem Kerényim. S Richardem Wilhelmem pracoval na interpretaci Tajemství zlatého květu, esoterického textu čínského taoismu, napsal předmluvu k čínské knize proměn I-ťing.
Veškerou získanou látku a znalosti trvale konfrontoval se svojí praxí psychiatra, jejíž spektrum klientely se pohybovalo od obyčejných pacientů psychiatrického ústavu v Küsnachtu až po známé i zámožné osobnosti (dcera Jamese Joyce, spisovatel Hermann Hesse, dcera Johna D. Rockefellera). Pořádal přednášky, psal články do odborných časopisů, studoval myšlení primitivních afrických kmenů. Mezi roky 1930 a 1939 cestoval Jung v různých částech světa, kde přednášel a získával vědecká ocenění.  Stal se předsedou Všeobecné lékařské společnosti pro psychoterapii, která byla v roce 1934 po změně názvu na Mezinárodní všeobecnou lékařskou společnost pro psychoterapii přemístěna z Berlína do Cyruchu. Hlavním důvodem bylo umožnění individuálního členství pro Židy. V souvislosti s touto funkcí byl však Jung obviňován z podbízení se německým nacistům, a proto se v roce 1939 předsednictví vzdal. Jungova díla byla umístěna na "černou listinu" v Německé říši. Po roce 1945 byl Jung ostře kritizován za svůj postoj v prvních letech nacionálního socialismu a některé výroky, kterými se pokusil vysvětlit Hitlera a nacionální socialismus Němců z psychologické perspektivy.
V letech 1933–1942 působil jako profesor na Švýcarském federálním technologickém institutu v Curychu.

### Bytostné Já (Selbst)
Na Basilejské univerzitě se v roce 1943 stal řádným profesorem lékařské psychologie, aniž by přerušil svou psychiatrickou praxi. Pokračoval ve vydávání knih až do konce života. Jeho nadmíru široký záběr vědomostí mu umožňoval vyjadřovat se fundovaně k současnému dění. Často se vracel ke svým textům a přepracovával je ve světle nově nabyté zkušenosti s religiózními a esoterními systémy. Symbolika alchymistických obrazových sérií jej přivedla ke koncepci dvojice archetypů anima a animus, přičemž mužskému světu tvoří nevědomý protějšek anima (ženská část duše) a naopak. Rozvíjením symboliky dochází adepti alchymie ke kontaktu s nevědomím a jejich psychický střed ve vědomém já se přesouvá směrem k Self. Stejnou charakteristiku našel Jung u snové imaginace, což jen podtrhlo teorii o zaměřenosti lidské psychiky na cíl (teleologie), který nazval procesem individuace a ztotožnil s vytvořením psychického středu v bytostném Já. Jako nástroj takto zaměřené terapie použil aktivní imaginaci, při níž klienti často zpracovávali své vize do obrazů, které po vzoru mandal východu zobrazují psychickou celost osobnosti v řádu kosmu.
Jung své myšlenky na vývoj lidské duše neodděloval od biologické evoluce člověka. Nikdy však samostatně netematizoval evoluční teorii a vždy se držel svého psychologického úhlu pohledu. Jako psychologickou nutnost v rámci vývoje lidského myšlení viděl například přijetí čtvrté nevědomé psychické funkce do oblasti psychologie vědomí, takže jej vyhlášení dogmatu o nanebevzetí Panny Marie papežem Piem XII. v listopadu 1950 nijak nepřekvapilo, a to právě s ohledem na nauku o Nejsvětější Trojici. V souvislosti s pojmem synchronicity (nepříčinné spojení dějů) byl dotazován fyzikem Wolfgangem Paulim na možnost analogie při přechodových dějích elementárních částic. Při této příležitosti překročil i některá vědecká paradigmata, když v souvislosti se synchronicitou uvažoval, že psýché nemusí být vázaná na mozek, není lokalizovaná v prostoru a čase nebo že je prostor psychicky relativní.

## Kritika
Jungova práce nebyla přijímána bez výhrad. Před soudobou vědou musel trvale dokazovat empirickou povahu svých zjištění a byl často obviňován z esoterismu. Z opačné strany jej například židovský filosof Martin Buber kritizoval za přílišné zatemňování Boha gnostickou spekulací. Častá výtka teologů směřuje k psychologizujícímu pojetí Boha, který jako autonomní psychický obsah nemá žádnou realitu mimo lidskou psýché. K této výtce se Jung vyjadřoval mnohoznačně, vždy se zřetelem na své psychologické zaměření. V korespondenci s anglickým dominikánem Victorem Whitem došlo navzdory veškerým sympatiím k neshodě okolo otázky privatio boni. Zlo podle Junga patří do celku skutečnosti a nelze je redukovat na pouhý nedostatek dobra, a i zde nacházel pro tvrzení psychologické zdůvodnění.

## Pokračování Jungových myšlenek
Jungova analytická psychologie je obecně použitelná a neomezuje se pouze na určité psychologické typy, nýbrž respektuje jedinečnost každého člověka. Získala si celou řadu ctitelů a žáků, kteří pokračovali v Jungově díle. V roce 1948 byl v Curychu založen Institut C. G. Junga jako reakce na vzrůstající zájem o rozvíjení a spolupráci na myšlenkách analytické psychologie. Jung si byl vědom faktu, že jeho objevy jej překročily a z analytické psychologie se stalo hnutí. Dnes se institut orientuje jako tréninkové centrum analytiků a psychoterapeutů, slouží jako místo k setkávání studentů, vědců a učitelů. Obdobně v Londýně byla založena Společnost pro analytickou psychologii. V Brně zas Česká společnost pro analytickou psychologii (ČSAP). Lokální společnosti zastřešuje The International Association for Analytical Psychology. V žebříčku nejcitovanějších psychologů mu autor pořadí přiřadil 23. místo.

### Socionika
Jungovy výzkumy položily základ typologii osobnosti zvané socionika. V 60. letech 20. století ji vytvořila litevská socioložka Aušra Augustinavičiūtė. Socionika je dodnes používanou metodou.

## Osobní život
Dne 14. února 1903 si vzal za manželku Emmu Rauschenbachovou (30. března 1882 – 27. listopadu 1955), která pocházela z průmyslnické rodiny v Schaffhausenu.
Měli spolu pět dětí:
- Agathe Jung-Niehus (1904–1998),
- Anna Margaretha (Gret) Jung-Bauman (1906–1995),
- Franz Karl Jung (28. listopadu 1908 – 30. června 1996),
- Marianne Jung-Niehus (1910–1965),
- Helene Jung-Hoerni (1914–2014).

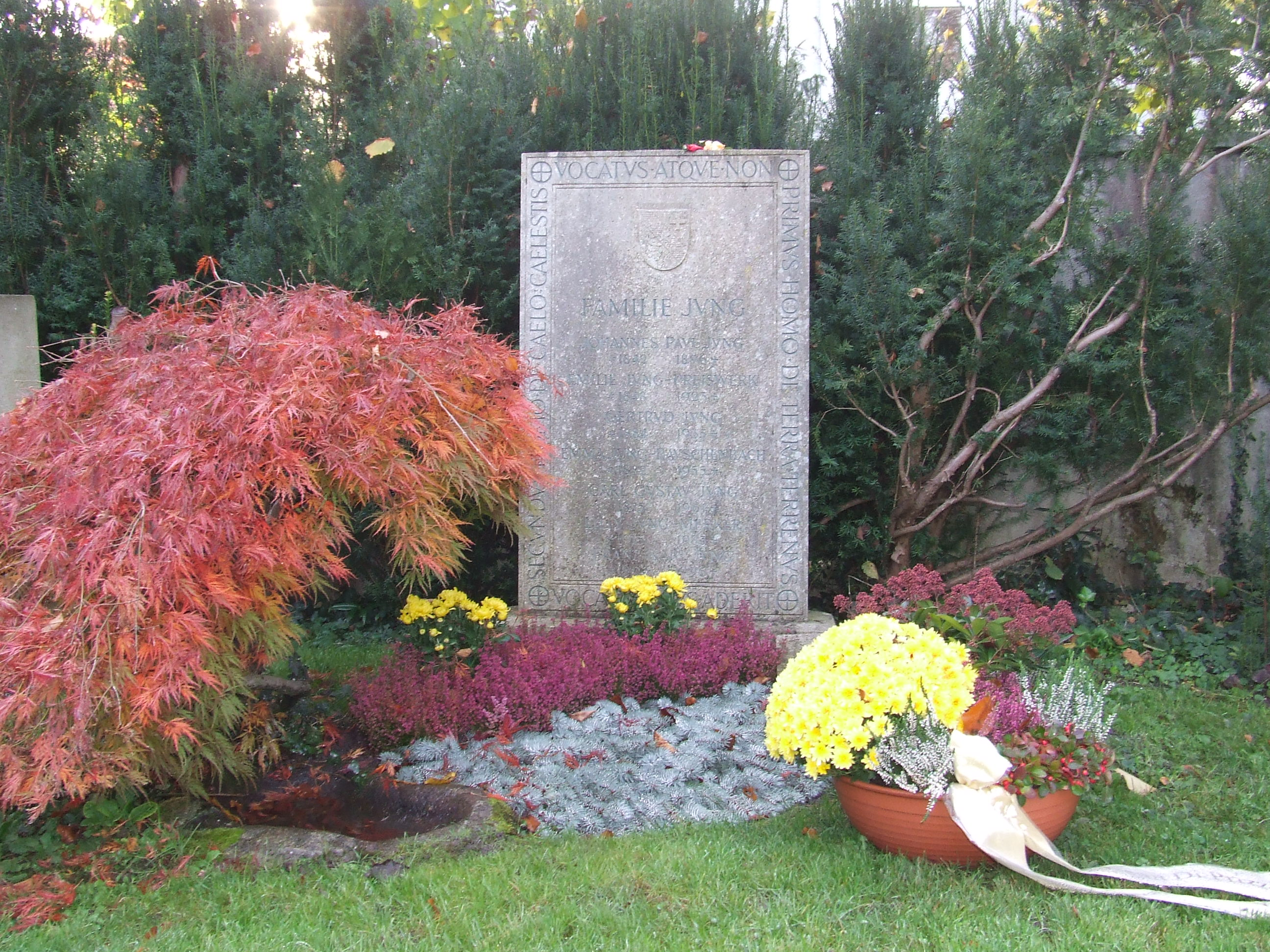
Rodinný hrob v Küsnachtu

Za svého působení v Burghölzli navázal Jung mimomanželský poměr se Sabinou Spielreinovou. Tato inteligentní ruská židovka studovala v Curychu medicínu a k Jungovi si během psychoanalýzy (přenosu) vytvořila silný citový, v některých ohledech až bizarní vztah. Když na tento neetický poměr přišel Eugen Bleuler, byl Jung z léčebny v Burghölzli propuštěn. Další mimomanželský vztah Jung udržoval s Antonií Wolffovou, která byla během duševní krize v roce 1913 jeho nejbližší důvěrnicí a podporovatelkou. Více než 10 let byla jeho nejdůležitější spolupracovnicí a milenkou. Po smrti manželky Emmy mu poslední roky života dělala společnost Angličanka Ruth Baileyová. 
Carl Gustav Jung po krátké nemoci zemřel 6. června 1961 v Küsnachtu a je zde pochován v rodinném hrobě. Pro svůj náhrobek si vybral rčení, které si také nechal vytesat nad prahem svého domu: Vocatus atque non vocatus deus aderit (Volán či nevolán, Bůh bude přítomen). Druhý nápis na náhrobku zní: Primus homo de terra terrenus – secundus homo de caelo caelestis (První člověk byl z prachu země, druhý člověk z nebe).

## Dům a muzeum
Jungův dům v Küsnachtu, zvaný Bollingenská věž, slouží jako Muzeum C. G. Junga a knihovna Podle jména Bollingenské věže vznikla v roce 1945 v USA Bollingenská nadace, udělující Bollingenskou cenu za poezii.

## Fotogalerie

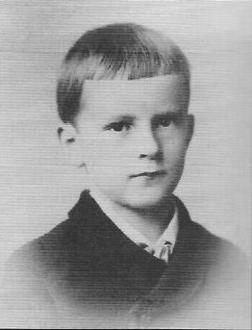
Carl Gustav Jung jako dítě
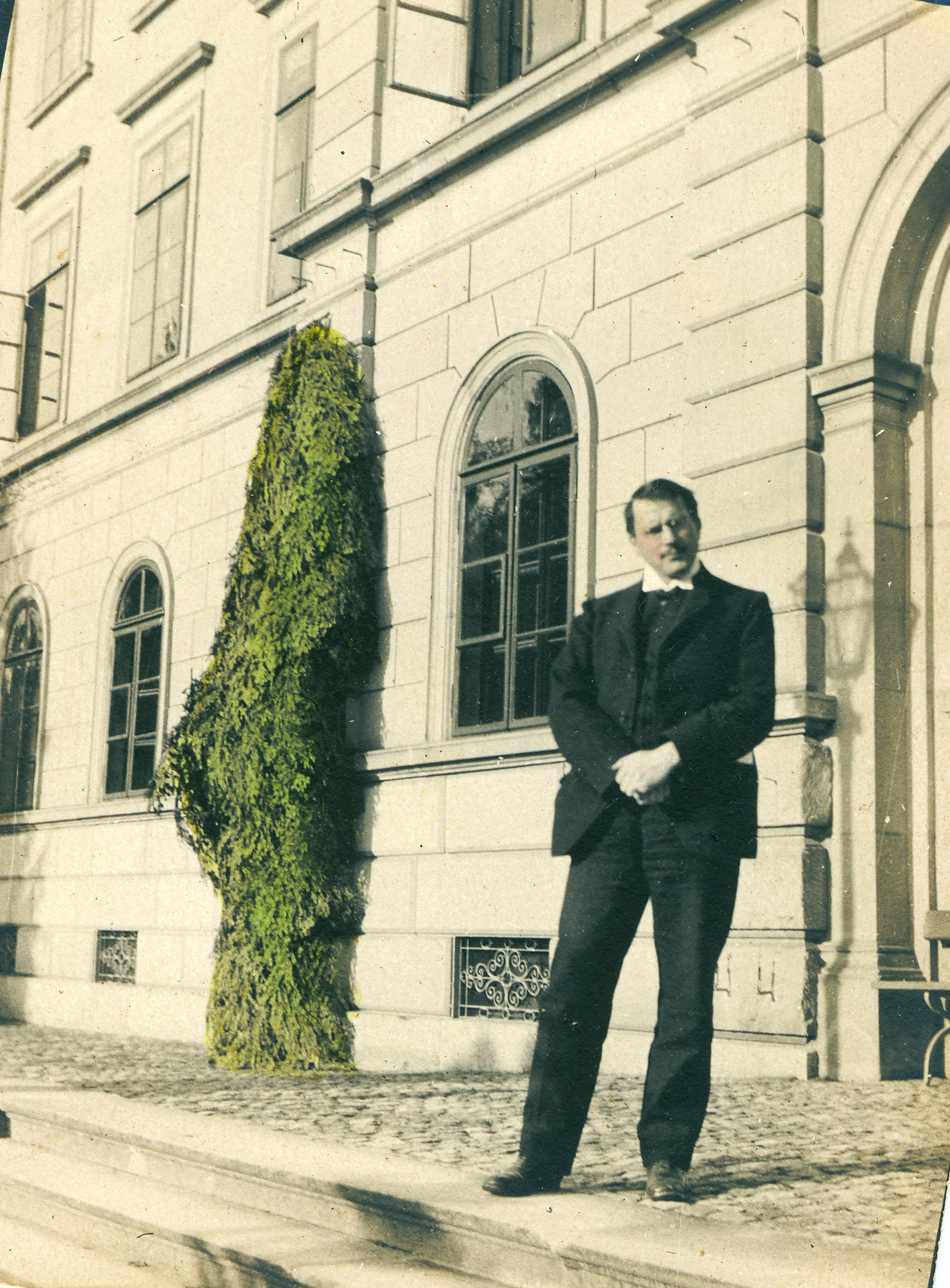
Carl Gustav Jung v Curychu (1910)
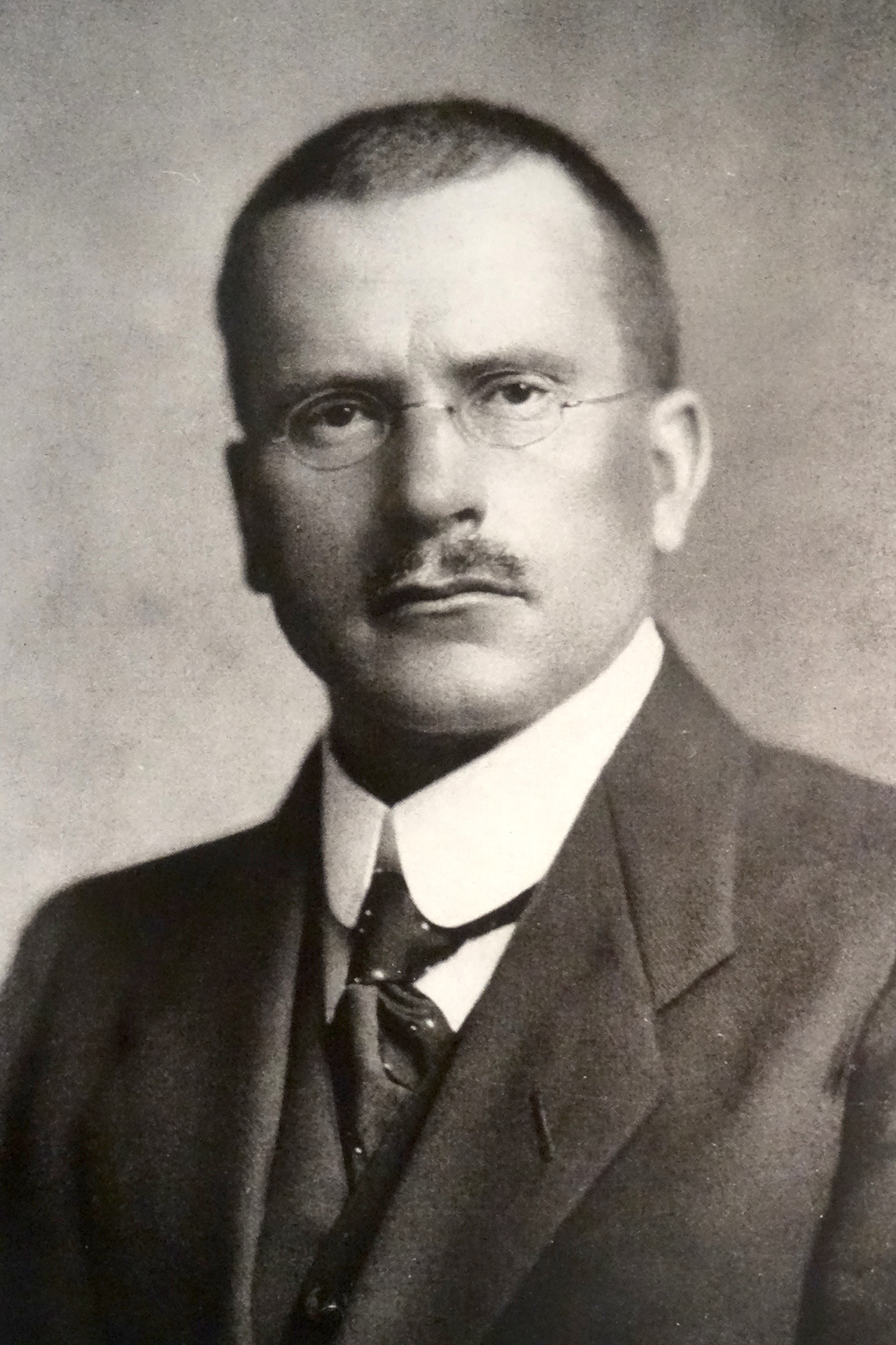
Carl Gustav Jung v dospělosti
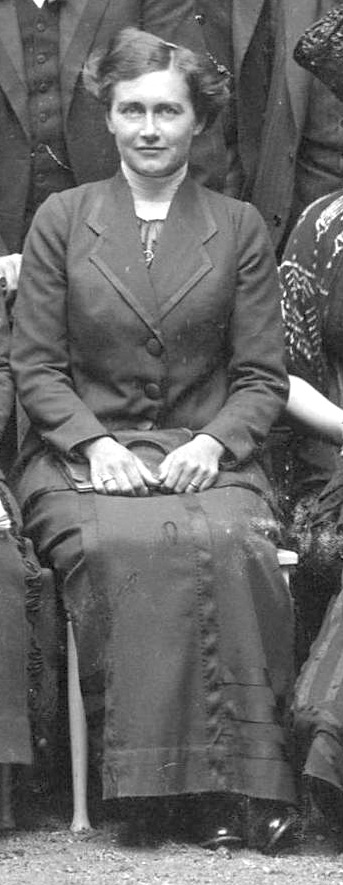
Jeho manželka Emma Jung (roz. Emma Rauschenbach)
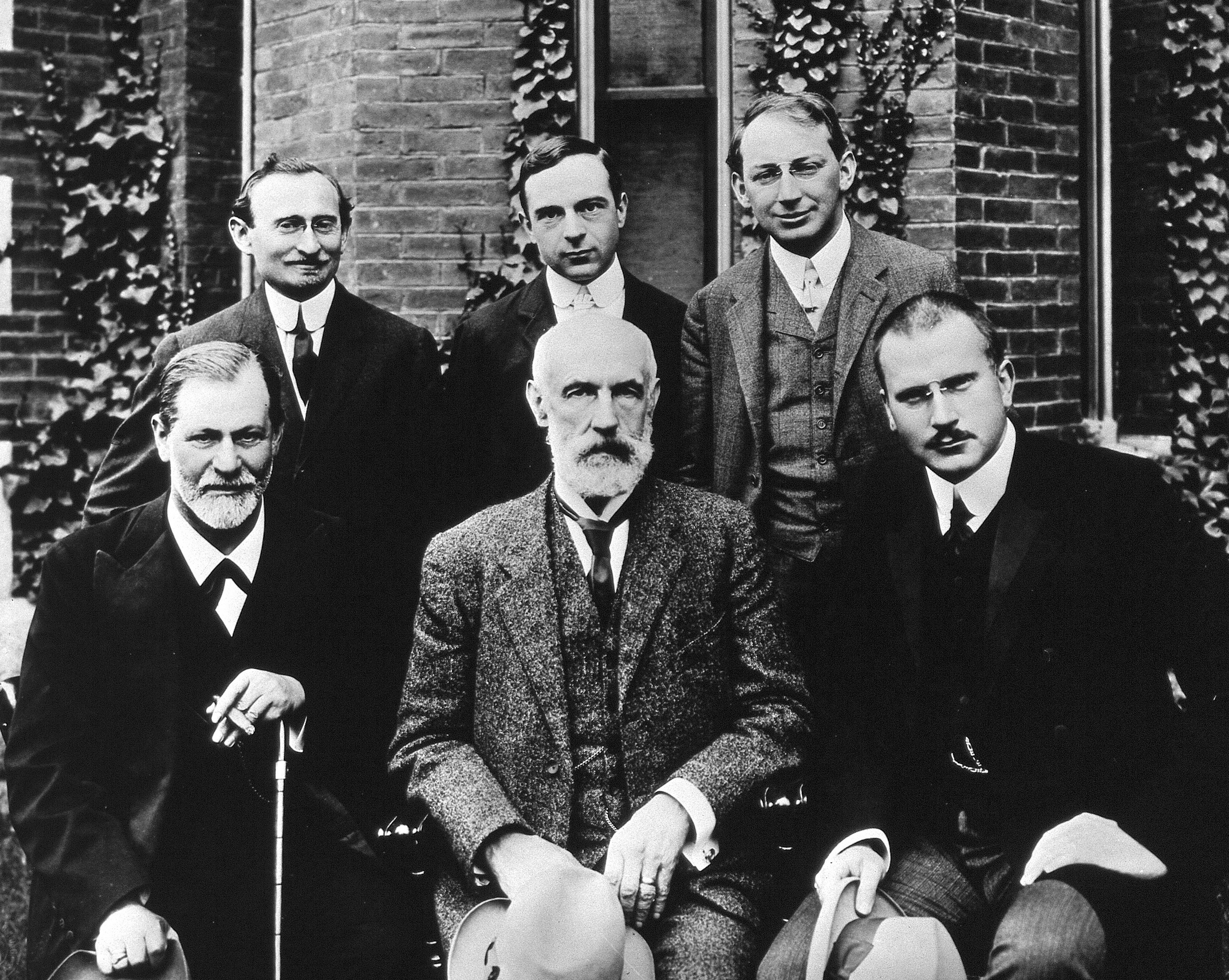
První řada zleva: C. G. Jung (3) v přítomnosti Sigmunda Freuda (1)
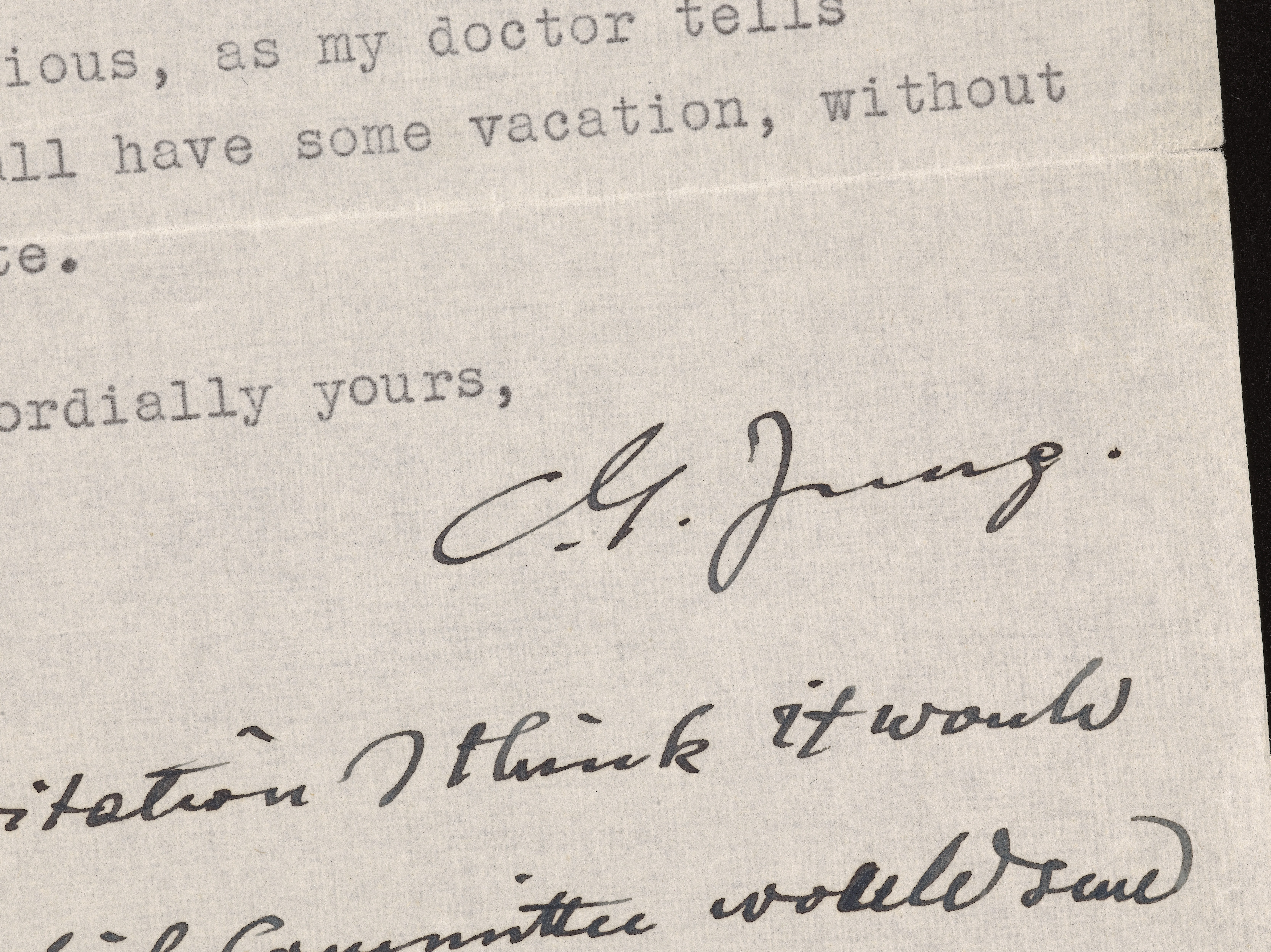
Jungův podpis
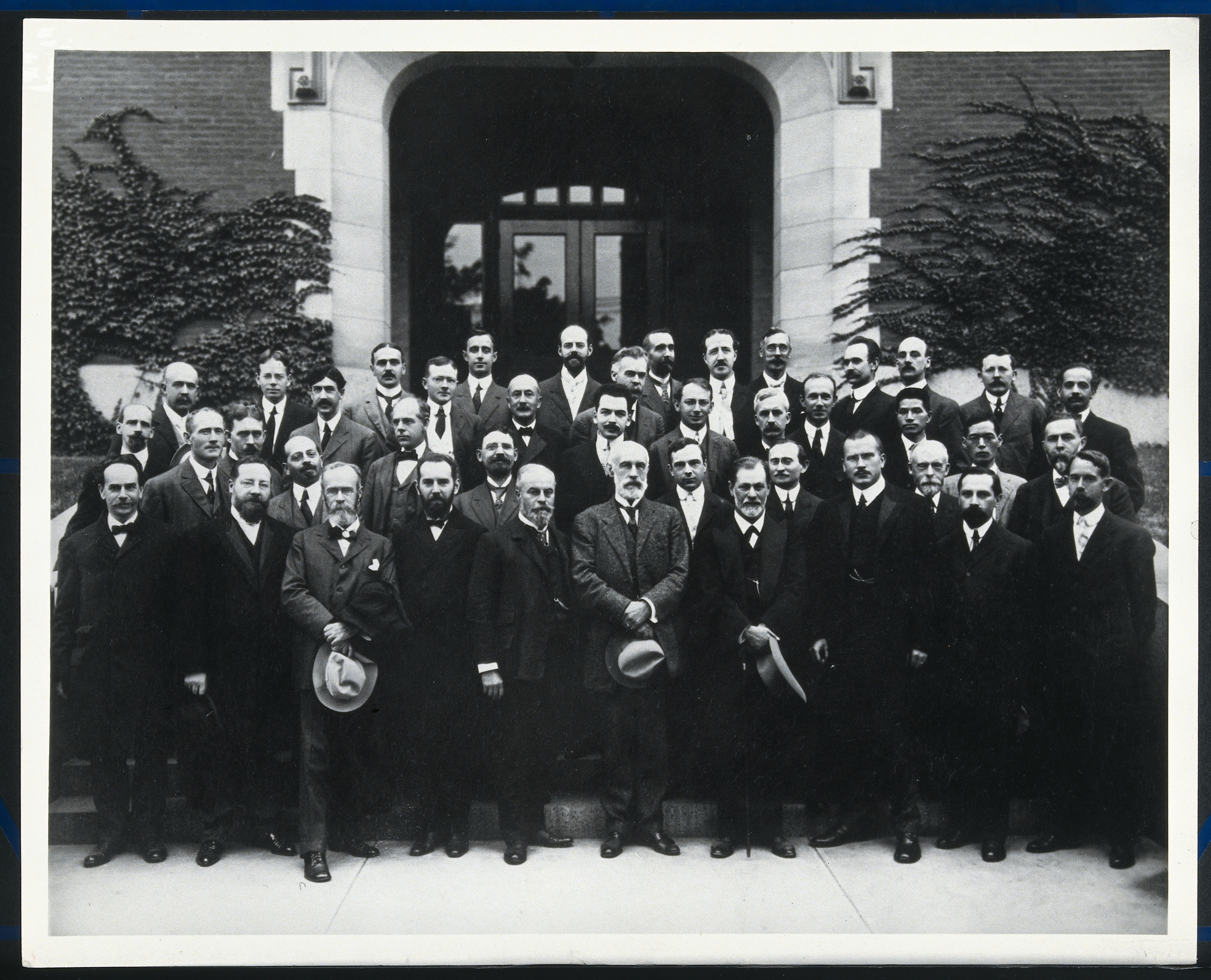
S. Freud a C.G.Jung na setkání psychoanalytiků

## Odraz v kultuře
Životopisné filmy
V roce 2021 měl premiéru český dokumentární film C.G. Jung - Povedený kacíř (C.G.Jung - The fine heretic). Režie a animace: Matyas Brych, kamera: Martin Víglaský, střih a zvuk Andrej Verešvársky, scénář: Pjér la Šé´z, Matyas Brych a Vladimír Chrz, hudba Rakousko-Uhersko © Medusa Pictures 2020
- V roce 2002 natočil italský režisér Roberto Faenza film Strážce duše (org. Prendimi L'anima). V roli Junga Iain Glen.
- V roce 2011 byl natočen koprodukční film Nebezpečná metoda, který pojednává o životě Carla Gustava Junga v letech 1904–1913. V roli Junga Michael Fassbender.

## Dílo
Překlady do češtiny
- JUNG, Carl Gustav: Psychologie nevědomých procesů. Praha: Academia, 2023. ISBN 978-80-200-3438-0.
- JUNG, Carl Gustav: Vývoj osobnosti. Praha: Portál, 2022. ISBN 978-80-262-1954-5
- JUNG, Carl Gustav: Mandaly. Praha: Portál, 2021. ISBN 978-80-262-1724-4
- JUNG, Carl Gustav: Psychologické typy. Praha: Portál, 2020. ISBN 978-80-262-1654-4
- JUNG, Carl Gustav: Člověk a jeho symboly. Praha: Portál, 2017. ISBN 978-80-262-1259-1
- JUNG, Carl Gustav: Aspekty mužství. Praha: Portál, 2017. ISBN 978-80-262-1187-7
- JUNG, Carl Gustav: Červená kniha - čtenářská edice. Praha: Portál, 2013. ISBN 978-80-262-0490-9
- JUNG, Carl Gustav: Červená kniha. Praha: Portál, 2010. ISBN 978-80-7367-767-1
- JUNG, Carl Gustav: Výbor z díla. 1. vyd. Brno : Nakladatelství Tomáše Janečka, 1997 2004, sv. 1-7. ISBN 80-85880-11-3
- MCGUIRE, William; HULL, Richard Francis Carrington. Setkání s C. G. Jungem. Překlad Kolmačka, Pavel. Praha: Portál, 2024. 168 s. ISBN 978-80-262-2138-8.
- JUNG, Carl Gustav; MCGUIRE, William; HULL, Richard Francis Carrington. Rozhovory s C. G. Jungem. Praha: Portál, 2015. 304 s. ISBN 978-80-262-0914-0.